# Zdeněk Ondrášek
Zdeněk Ondrášek (ur. 22 grudnia 1988 w Strakonicach) – czeski piłkarz występujący na pozycji napastnika. W swojej karierze grał także w takich zespołach jak Dynamo Czeskie Budziejowice, Zenit Čáslav, Tromsø IL, FC Dallas, Viktoria Pilzno, FCSB, a także Wisła Kraków. Obecny reprezentant Czech oraz były reprezentant Czech do lat 21.

## Kariera klubowa

### Młodość
Urodził się 22 grudnia 1988 w Strakonicach, w kraju południowoczeskim. Swoją przygodę z futbolem rozpoczynał w 1998 roku w  Baníku Stříbro. Po przeprowadzce do Kadov w 2000 roku przeniósł się do TJ Sokol Blatná, gdzie występował w kategoriach młodzieżowych.

### Dynamo Czeskie Budziejowice i wypożyczenie
Jego talent został zauważony przez skautów Dynama Czeskie Budziejowice, do którego trafił w 2005 roku. Został włączony do kadry pierwszego zespołu przez trenera Františka Ciprę podczas rundy wiosennej sezonu 2006/2007. W pierwszej drużynie zadebiutował 9 maja 2007, podczas meczu 27. kolejki Gambrinus ligi z drużyną FK Teplice, kiedy w 79. minucie zmienił Václava Mrkvičkę. Przez dwa następne sezony rozegrał większość spotkań dla drużyny rezerw. Sezon 2008/2009 rozpoczął w drużynie A, ale rundę wiosenną spędził na wypożyczeniu w klubie Zenit Čáslav, gdzie zdobył łącznie 4 bramki w 14 występach, w tym 2 w meczu z FC Vysočiną Igława w bezpośrednim pojedynku o awans do pierwszej ligi. W sezonie 2009/2010 powrócił do Czeskich Budziejowic, a 2 sierpnia 2009, podczas meczu 2. kolejki z Bohemians Praga strzelił swojego pierwszego gola dla pierwszej drużyny Dynama. Ogólnie, mając cztery bramki, stał się najlepszym strzelcem swojego zespołu w sezonie. W następnym sezonie został kluczowym zawodnikiem ofensywy, jak i najlepszym strzelcem Dynama z 10 bramkami. W sezonie 2011/2012 grał mniej – rozegrał 16 spotkań w których zdobył 8 bramek.

### Tromsø IL
18 marca 2012 został na wypożyczony na okres jednego sezonu, z opcją pierwokupu, do norweskiego Tromsø IL. Po 16 meczach, zdobył 9 goli, a klub, jeszcze w trakcie trwania sezonu, zdecydował się skorzystać z klauzuli wykupu. Z Gutan podpisał 3-letni kontrakt. Do końca sezonu zagrał jeszcze w 13 meczach i zdobył 5 bramek. Łącznie rozegrał 29 spotkań i zdobył 14 bramek, dzięki czemu, razem z Péterem Kovácsem, został królem strzelców Tippeligaen sezonu 2012. W Pucharze Norwegii, Tromsø IL niespodziewanie przegrało w finale z drugoligowym IL Hødd w konkursie rzutów karnych.

### Wisła Kraków
W styczniu 2016 podpisał trzyletni kontrakt z występującą w Ekstraklasie Wisłą Kraków. W krakowskim klubie zadebiutował 12 lutego 2016 w przegranym 1:0, wyjazdowym meczu 22. kolejki Ekstraklasy ze Śląskiem Wrocław. Swojego pierwszego gola dla Białej Gwiazdy zdobył dwie kolejki później w przegranym 1:2, domowym spotkaniu z Podbeskidziem Bielsko-Biała.

### FC Dallas
18 grudnia 2018 roku podpisał kontrakt z amerykańskim klubem FC Dallas. W teksańskim klubie zadebiutował 23 marca 2019 w wygranym 2:1, domowym spotkaniu 4. kolejki MLS z Colorado Rapids. Na boisku pojawił się w 78. minucie zmieniając Dominique Badjiego. Premierową bramkę dla nowego klubu zdobył 18 sierpnia 2019 2 zremisowanym 3:3, wyjazdowym meczu z Montrealem Impact. Gola zdobył dobijając lewą nogą, obroniony przez bramkarza gospodarzy, strzał Michaela Barriosa. W następnej kolejce, podczas wygranego 5:1 meczu derbowego z Houston Dynamo, zdobył 2 bramki i zaliczył asystę przy golu Jesúsa Ferreiry.

### Viktoria Pilzno
13 września 2020, media ogłosiły o przenosinach Ondráška do wicemistrza Czech, Viktorii Pilzno. Napastnik zdecydował się na powrót do Czech ze względów rodzinnych. W pilźnieńskim klubie zadebiutował 19 września 2020, wychodząc w pierwszym składzie meczu 4. kolejki Fortuna:Ligi przeciwko Bohemians 1905. W 30. minucie spotkania zdobył swoją pierwszą bramkę, a na boisku przebywał 71. minut, kiedy to został zmieniony przez Jeana-Davida Beauguela.
Łącznie dla Viktorii rozegrał 36 spotkań, w których zdobył 7 bramek.

### FCSB
22 czerwca 2021 podpisał roczny kontrakt z rumuńskim FCSB. Zadebiutował 15 lipca 2021, w wyjazdowym, zremisowanym 0:0 meczu 1. kolejki Ligi I z FC Botoșani, kiedy to pojawił się na boisku z początkiem drugiej połowy, zmieniając Răzvana Oaidă'ę. Po meczu został otwarcie skrytykowany w wywiadzie pomeczowym, przez kontrowersyjnego właściciela klubu, Gigiego Becaliego, który stwierdził, iż Ondrášek "nie wygląda, jak zawodnik naszego zespołu (...) nie dorasta do poziomu naszej drużyny". W następnym meczu ligowym Ondrášek rozegrał 21. minut, a Becali zmienił zdanie na jego temat. 29 lipca 2021 po przegranym meczu el. Ligi Konferencji Europy UEFA z Szachtiorem Karaganda, Becali ostatecznie poprosił Ondráška o rozwiązanie umowy. 
Ostateczny bilans w rumuńskim klubie to 3 mecze i 0 bramek. 

### Powrót do Tromsø IL
30 sierpnia 2021 Tromsø IL ogłosiło, że Ondrášek podpisał kontrakt z klubem.

### Powrót do Wisły
7 stycznia 2022 Wisła Kraków poinformowała, że Ondrášek ponownie został zawodnikiem klubu.

## Kariera reprezentacyjna

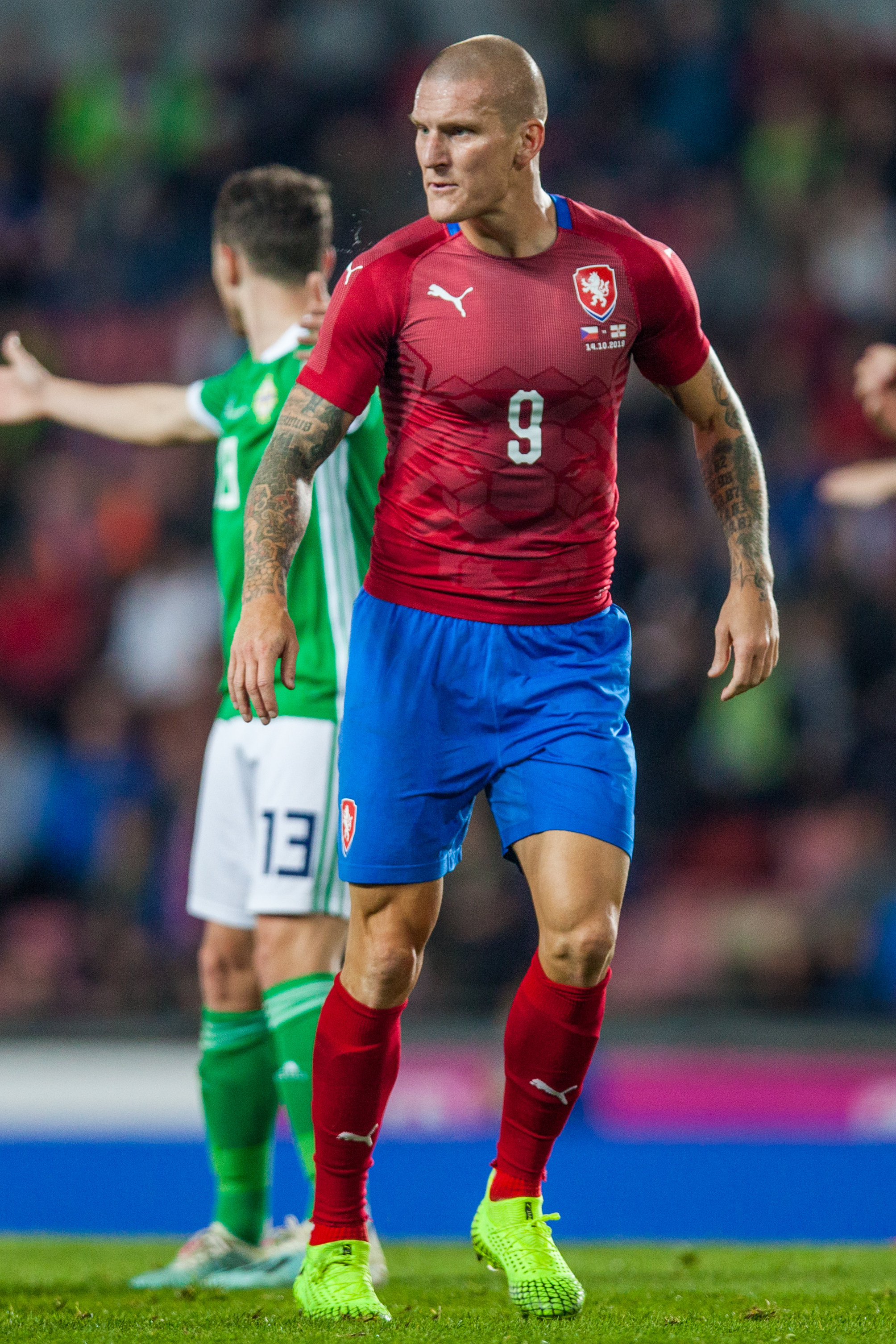
Zdeněk Ondrášek podczas meczu z Irlandią Północną, 14 października 2019

### Reprezentacja do lat 21.
W lutym 2011 został powołany przez selekcjonera Jakuba Dovalila do reprezentacji młodzieżowej. Zadebiutował w niej 9 lutego 2011 w wyjazdowym meczu z Holandią, zmieniając w 75. minucie Libora Kozáka. Czesi wygrali ten mecz 1:2. W reprezentacji do lat 21. zagrał jeszcze dwa mecze – z Białorusią, wygrany 2:0, oraz z Francją, przegrany 0:1.

### Pierwsza reprezentacja
Podczas gry poza granicami Czech, znajdował się w orbicie zainteresowań ówczesnych trenerów, jednak nie zdołał znaleźć się w ostatecznej kadrze. W październiku 2019 selekcjoner Jaroslav Šilhavý powołał go na mecz eliminacji do Mistrzostw Europy 2020 z Anglią. 11 października tego samego roku, w wieku 30 lat, 9 miesięcy i 19 dni, zadebiutował w kadrze zmieniając w 65. minucie Patrika Schicka. 20 minut później po podaniu od Lukáša Masopusta, płaskim strzałem po ziemi, zdobył swoją pierwszą bramkę w reprezentacji. Była to bramka na 2:1, a więc ustalająca końcowy wynik spotkania.

## Statystyki kariery
Aktualne na dzień 15 stycznia 2022.

### Klubowe
| Występy             | Występy                     | Występy             | Liga    | Liga   | Puchar krajowy | Puchar krajowy | Kontynentalne | Kontynentalne | Łącznie | Łącznie |
| Sezon               | Klub                        | Liga                | Występy | Bramki | Występy        | Bramki         | Występy       | Bramki        | Występy | Bramki  |
| ------------------- | --------------------------- | ------------------- | ------- | ------ | -------------- | -------------- | ------------- | ------------- | ------- | ------- |
| 2006/07             | Dynamo Czeskie Budziejowice | Gambrinus liga      | 1       | 0      | 0              | 0              | –             | –             | 1       | 0       |
| 2007/08             | Dynamo Czeskie Budziejowice | Gambrinus liga      | 5       | 0      | 0              | 0              | –             | –             | 5       | 0       |
| 2008/09             | Dynamo Czeskie Budziejowice | Gambrinus liga      | 5       | 0      | 1              | 0              | –             | –             | 6       | 0       |
| 2008/09             | Zenit Čáslav (wyp.)         | Druhá liga          | 14      | 4      | 0              | 0              | –             | –             | 14      | 4       |
| 2009/10             | Dynamo Czeskie Budziejowice | Gambrinus liga      | 24      | 4      | 3              | 0              | –             | –             | 27      | 4       |
| 2010/11             | Dynamo Czeskie Budziejowice | Gambrinus liga      | 29      | 10     | 3              | 3              | –             | –             | 32      | 13      |
| 2011/12             | Dynamo Czeskie Budziejowice | Gambrinus liga      | 16      | 8      | 4              | 4              | –             | –             | 20      | 12      |
| Łącznie w Dynamo    | Łącznie w Dynamo            | Łącznie w Dynamo    | 80      | 22     | 11             | 7              | –             | –             | 91      | 29      |
| 2012                | Tromsø IL (wyp.)            | Tippeligaen         | 14      | 8      | 3              | 1              | 0             | 0             | 17      | 9       |
| 2012                | Tromsø IL                   | Tippeligaen         | 15      | 6      | 3              | 2              | 6             | 1             | 24      | 9       |
| 2013                | Tromsø IL                   | Tippeligaen         | 29      | 8      | 4              | 1              | 13            | 3             | 46      | 12      |
| 2014                | Tromsø IL                   | 1. Divisjon         | 25      | 15     | 1              | 0              | –             | –             | 26      | 15      |
| 2015                | Tromsø IL                   | Tippeligaen         | 27      | 9      | 2              | 1              | –             | –             | 29      | 10      |
| 2015/16             | Wisła Kraków                | Ekstraklasa         | 16      | 6      | 2              | 0              | –             | –             | 18      | 6       |
| 2016/17             | Wisła Kraków                | Ekstraklasa         | 24      | 3      | 2              | 0              | –             | –             | 26      | 3       |
| 2017/18             | Wisła Kraków                | Ekstraklasa         | 7       | 0      | 0              | 0              | –             | –             | 7       | 0       |
| 2018/19             | Wisła Kraków                | Ekstraklasa         | 19      | 11     | 1              | 1              | –             | –             | 20      | 12      |
| 2019                | FC Dallas                   | MLS                 | 18      | 7      | 2              | 0              | –             | –             | 20      | 7       |
| 2020                | FC Dallas                   | MLS                 | 5       | 2      | 0              | 0              | –             | –             | 5       | 2       |
| Łącznie w FC Dallas | Łącznie w FC Dallas         | Łącznie w FC Dallas | 23      | 9      | 2              | 0              | –             | –             | 25      | 9       |
| 2020/21             | Viktoria Pilzno             | Fortuna:Liga        | 28      | 5      | 2              | 0              | –             | –             | 30      | 5       |
| 2021/22             | FCSB                        | Liga I              | 2       | 0      | 0              | 0              | 1             | 0             | 3       | 1       |
| 2021                | Tromsø IL                   | Eliteserien         | 11      | 1      | 0              | 0              | –             | –             | 11      | 1       |
| Łącznie w Tromsø    | Łącznie w Tromsø            | Łącznie w Tromsø    | 121     | 47     | 13             | 5              | 19            | 4             | 153     | 56      |
| 2021/22             | Wisła Kraków                | Ekstraklasa         | 14      | 2      | 0              | 0              | –             | –             | 14      | 2       |
| Łącznie w Wiśle     | Łącznie w Wiśle             | Łącznie w Wiśle     | 80      | 22     | 5              | 1              | –             | –             | 85      | 23      |
| Łącznie w karierze  | Łącznie w karierze          | Łącznie w karierze  | 351     | 110    | 33             | 13             | 20            | 4             | 406     | 128     |

### Reprezentacyjne
| Reprezentacja | Rok     | Występy | Bramki |
| ------------- | ------- | ------- | ------ |
| Czechy        | 2019    | 4       | 1      |
| Czechy        | 2020    | 3       | 1      |
| Łącznie       | Łącznie | 7       | 2      |

## Sukcesy

### Klubowe

#### Tromsø IL
- Finalista Pucharu Norwegii: 2012[9]

### Indywidualne
- Król strzelców Tippeligaen: 2012 (14 goli)[7][8]

## Życie prywatne
Pseudonim „Kobra” zawdzięcza dużemu tatuażowi właśnie tego węża na swoich plecach.
Od 2017 roku jego życiową partnerką jest Daria, z domu Dembińska, którą poznał dzięki kolegom z zespołu. 23 sierpnia 2021 wzięli ślub. Razem mają dwa psy Texas i Buddy.